# Lassana Diarra
Lassana Diarra, född 10 mars 1985 i Paris, är en fransk före detta fotbollsspelare som under sin karriär spelade för Frankrikes landslag. Han spelade även för den franska fotbollsklubben Le Havre och de engelska storklubbarna Chelsea och Arsenal.
Han fick inför säsongen 2009/2010 ta över tröja nummer 10 i Real Madrid efter att Wesley Sneijder försvann till Inter. I Spanien är han känd som Lass, för att han inte ska förväxlas med den förre Real Madrid spelaren Mahamadou Diarra.
Lassana Diarra har en spelstil som påminner mycket om landsmannen Claude Makélélé, som spelade i Real Madrid åren 2000–2003.

## Meriter

### Chelsea
- FA-cupen: 2006/2007
- Engelska Ligacupen 2006/2007

### Portsmouth
- FA-cupen: 2007/2008

### Real Madrid
- La Liga: 2011/2012
- Spanska cupen: 2010/2011
- Spanska supercupen: 2011/2012